# Trichosteleum pinnatum
Trichosteleum pinnatum är en bladmossart som beskrevs av Hugh Neville Dixon 1932. Trichosteleum pinnatum ingår i släktet Trichosteleum och familjen Sematophyllaceae. Inga underarter finns listade i Catalogue of Life.